# ۸۹۹ (قمری)
۸۹۹ (قمری)، هشتصد و نود و نهمین سال در گاهشماری هجری قمری است. اول محرم این سال برابر با بیست و یکم اکتبر سال ۱۴۹۳ میلادی است.